# Universitat Jònica

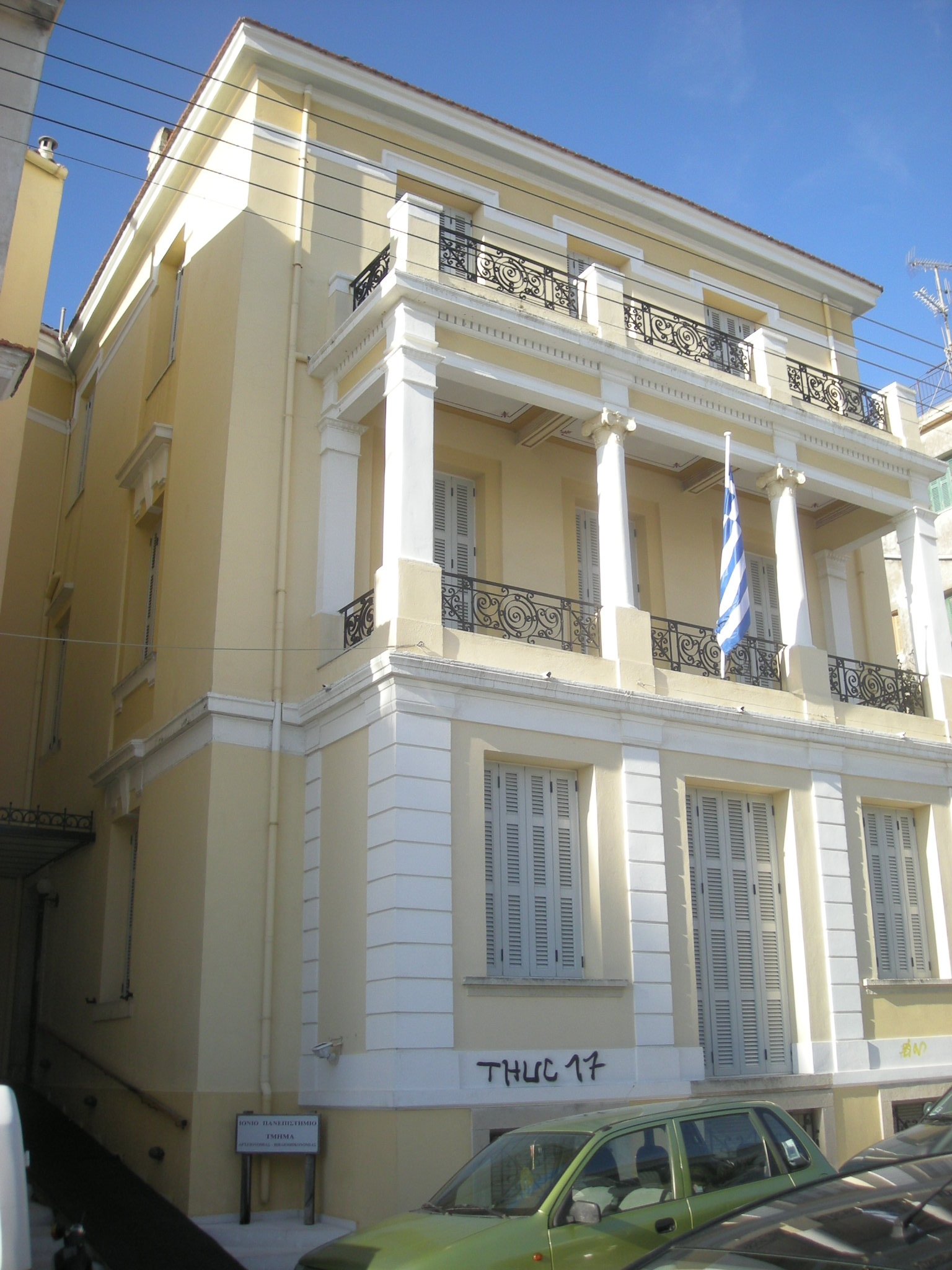
Edifici Kalipsó, que conté part del departament de Arxivologia i Biblioteconomia i del de Llengües Estrangeres, Traducció i Interpretació.

La Universitat Jònica (en grec Ιόνιο Πανεπιστήμιο) está ubicada a Corfú, Grècia. Es va fundar el 1984, durant el govern del primer ministre Andreas Papandreu, però és descendent directa de l'Acadèmia Jònica, que es va crear el 1824, quaranta anys abans de la cessió de les Illes Jòniques a Grècia, i només tres mesos després de la Guerra d'Independència de Grècia, que va començar el 1821. D'esta manera, Andreas Papandreu va acomplir una promesa electoral que tenia amb els habitants de Corfú, satisfent així la llarga demanda d'estos per a la creació d'una successora de l'Acadèmia Jònica.

## La universitat
La universitat Jònica va obrir les portes als estudiants el 1985. Des d'aleshores ha experimentat un important augment i progrés, amb nous departaments i una plantilla de bons professor, alguns dels quals ho són també de les universitats d'Atenes o de Salònica.
Dels 6 departaments amb els que conta la Universitat, tres d'ells són únics a Grècia, cosa que és de capital importància per a aquesta. A més, a la Universitat Jònica també es porten a terme 9 programes de postgrau.
La Universitat destaca per l'originalitat de les assignatures i els camps d'investigació, a més de per la seua firm decisió de treballar en grups petits. Açò s'il·lustra pel petit ràtio professor-alumne de la Universitat, que té una mitjana d'1:10. Els professors i els estudiants treballen junts en una comunitat acadèmica petita, dins d'una ciutat de menys de 40.000 habitants.
La Universitat es beneficia també de les oportunitats del programa d'intercanvi ERASMUS/SOCRATES, viatges educatius i pràcticums durant el període d'estudis.
Tant les facultats com els serveis administratius de la Universitat es troben a la ciutat de Corfú, repartits per diversos edificis històrics de la ciutat o d'altres construïts explícitament per a la Universitat. A la ciutat es troben també, en un grau major o menor de col·laboració amb la Universitat, la Biblioteca Municipal, el Museu d'Art Asiàtic (únic a Grècia) i l'Associació de Lectors, també una de les primeres associacions culturals del país.

### Departaments
(Entre parèntesis l'any que va començar a funcionar)
- Departament d'Història - Τμήμα Ιστορίας (1985)
- Departament de Llengües Estrangeres, Traducció i Interpretació - Τμήμα Ξένων Γλωσσών Μετάφρασης και Διερμηνέιας (1986)
- Departament de Musicologia - Τμήμα Μουσικών Σπουδών (1992)
- Departament d'Arxivologia i Biblioteconomia - Tμήμα Aρχειονομίας και Bιβλιοθηκονομίας (1993)
- Departament d'Informàtica - Τμήμα Πληροφορικής (2004)
- Departament d'Arts audiovisuals - Τμήμα Τεχνών Ήχου και Εικόνας (2004)

## Vida cultural
La ciutat de Corfú compta amb un bon nombre d'actes culturals, en molts dels quals es veu envolupada també la Universitat, i en els que participen una gran quantitat d'estudiants. Estos events incluixen concerts, conferències, exhibicions, seminaris, projecció de pel·lícules, events musicals, convencions i conferències científiques i classes universitàries obertes al públic general.
Els estudiants participen activament en el Grup de Teatre de la Universitat, en el Club Cinematogràfic i en Departament d'Esports, al qual es practica futbol, volleyball, bàsquet, natació, aeròbic, atletisme i tennis.
El juliol, l'Escola d'Estiu de Llengua i Cultura Gregues i l'Acadèmia Musical d'Estiu, atrauen a centenars de jovens de tot arreu. Durant la seua estada de 4 setmanes a Corfú rebren informació sobre la llengua i cultura gregues i aprenen a comunicar-se en l'àrea de la música.

## Allotjament i alimentació
Posat que la gran majoria dels estudiants de la Universitat Jònica venen d'altres punts de Grècia i del planeta, la demanda d'allotjament és prou gran. La Universitat compta amb una petita residència universitària, que dona cabuda solament a una part dels alumnes de primer curs. La resta d'estudiants s'allotgen a hotels concertats amb la Universitat i que es troben en la perifèria de la ciutat, o bé a cases a la ciutat.
La Universitat ara projecta la construcció d'una residència universitària de major capacitat que puga oferir allotjament a la majoria de la població universitària. Cal dir que més de 500 estudiants gaudeixen d'allotjament totalment gratuït (bé a la residència bé a hotels) a més d'un autobús gratuït que fa 4 vegades al dia el recorregut dels diversos hotels al centre.
Més del 25% dels estudiants gaudeixen d'una beca que els oferix dinar i sopar diaris gratis. La resta dels estudiants també poden gaudir-ne a preus prou baixos en un restaurant totalment equipat i que oferix un menú variat i nutritiu. Este opera sota la supervisió directa del comitè universitari.